# Édouard Louis Joseph Empain
Pour les articles homonymes, voir Empain.
Édouard Louis Joseph Empain, baron Empain (né le 20 septembre 1852 à Belœil-en-Hainaut, Belgique, mort le 22 juillet 1929 dans la commune bruxelloise de Woluwe-Saint-Pierre) était un ingénieur, général, entrepreneur, financier et industriel belge. Entre autres entreprises, il se consacre aux transports en commun avec des réseaux de tramways en Belgique et dans divers pays ainsi qu'au métro de Paris que sa société, la Compagnie du chemin de fer métropolitain de Paris construit et exploite jusqu'en 1945.   
Il est également passionné par l'Égypte. À ce titre, il se consacre à l'égyptologie en amateur éclairé, mais aussi il participe à la modernisation de l'Égypte. C'est à lui que l'on doit la création de la ville nouvelle d'Heliopolis avec ses bâtiments inspirés de diverses architectures du monde entier et son réseau de tramways électriques.  
C'est le fondateur d'une célèbre dynastie industrielle. Général et aide de camp du roi des Belges, il est anobli par Léopold II en 1907.

## Enfance et début de l'âge adulte
Les parents d'Édouard, François-Julien Empain et Catherine Lolivier ont eu sept enfants : cinq filles et deux fils. Père était fils et petit-fils de tailleurs. Il était sacristain et organiste de l'église paroissiale de Beloeil. En plus de jouer de l'orgue, il jouait du violon et écrivit plusieurs compositions. À vingt-neuf ans, F.-J. Instituteur de l'Empain à Blicquy.
Encouragé par le maire de Blicquy, Alexis du Roy de Blicquy (1798-1875), le fils Édouard fréquente les humanités supérieures au collège épiscopal Saint-Augustin à Enghien . En 1873, il devient dessinateur technique à la Société métallurgique et charbonnière , dirigée par Arthur du Roy de Blicquy (1835-1907), fils du maire Alexis. Cette entreprise, dont le siège est à Bruxelles , produit du matériel roulant, des ponts et des éléments de construction métalliques. Empain y fait une carrière rapide : commis, chef du bureau d'études, ingénieur et enfin directeur (1881-1887).

## La carrière industrielle

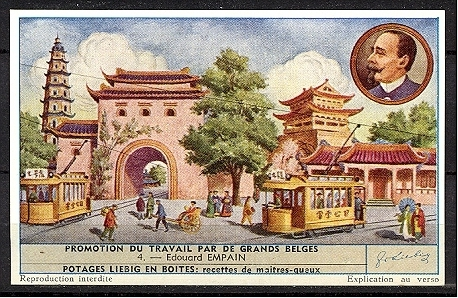
Chromo illustrant la réalisation de tramways par Edouard Empain.

Il commence comme dessinateur dans une société houillère et métallurgique du Hainaut. Rapidement, il devient chef de bureau d'étude, ingénieur en chef puis administrateur. À partir de 1880, le cinquantenaire de la Belgique, il entame le développement intensif du tramway sur le territoire belge. Il crée la société des Railways économiques de Liège-Seraing et extensions (RELSE).
En 1881, il crée la Compagnie générale des railways à voie étroite, ainsi que la Banque Empain (renommée en 1919 Banque industrielle belge). 

### En France
En France, il  crée trois sociétés : 
- la société des Chemins de fer économiques du Nord (France) en 1883
- la Société des tramways électriques de Boulogne-sur-Mer
- la société des Chemins de fer du Perigord en 1887[1]

Et prend le contrôle au cours des années 1893-1895 des Tramways du département du Nord (TDN).

### Le métro de Paris
La Compagnie du chemin de fer métropolitain de Paris est créée en 1898 sur la base de l'expérience acquise avec la Compagnie générale de traction fondée en 1891. C'est dans les bureaux d'études de cette société que sont mises au point les techniques de construction du métro de Paris financé par un emprunt lancé et souscrit en Belgique. 
En 1903 sont fondées la Société parisienne pour l'industrie des chemins de fer et des tramways électriques et la Société d'électricité de Paris.

### En Belgique
À partir de 1880 (alors qu'il a vingt-huit ans) Empain prend conscience du manque de transports et d'accessibilité entre les villes et leurs périphéries et décide d'abandonner les activités dans les carrières de pierre et de marbre et de construire des liaisons de tramway électrique. Il fonde sa première société de tramways Railways Economiques de Liège-Seraing et Extensions (RELSE) pour construire et exploiter une ligne de tramway reliant Liège à Jemeppe-sur-Meuse . Avec son mentor Arthur du Roy de Blicquy, il siège au conseil d'administration. La ligne de tramway a été ouverte en 1882 et est devenue un grand succès. Fort de ce succès, Empain a également créé une société similaire à Gand.

Déjà, en 1895, avaient été fondés les ancêtres de Tractebel  la Compagnie mutuelle de tramways et la Société générale belge d'entreprises électriques.
1903 voit la fondation de l'Électricité du pays de Liège et de Gaz et électricité du Hainaut.

### Les ateliers de constructions électriques de Charleroi
1904 voit la fondation des Ateliers de constructions électriques de Charleroi (ACEC), et le rachat en 1906 des Ateliers de Jeumont, qui deviendront les Ateliers de construction électriques du Nord et de l'Est, rebaptisés en 1921 les Forges et ateliers électriques de construction de Jeumont. La Société d'électricité et de gaz du Nord est créée en 1910.

### L'Égypte et le monde

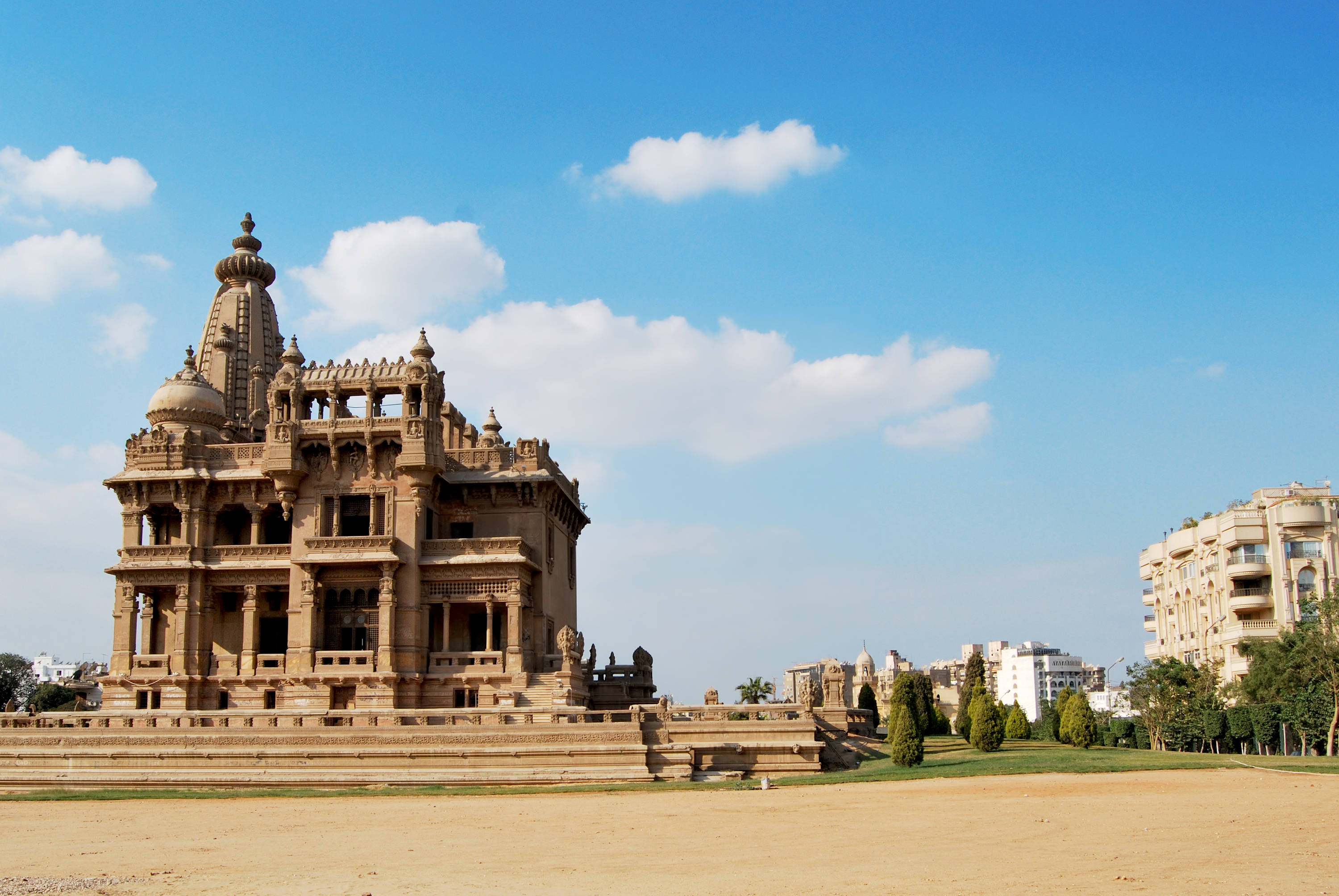
L'arrière du palais du Baron Empain (Qasr Al Baron) à Heliopolis, Le Caire.

C'est en 1894 que débutent par ailleurs ses activités en Égypte, où il fonde la Société anonyme des Tramways du Caire et deux ans plus tard la Société anonyme des chemins de fer de la Basse-Égypte, puis en 1906 les Chemins de fer électriques du Caire et des oasis d'Héliopolis. Le palais du Baron Empain, la "Villa hindoue" sera construite sur la concession de la compagnie Heliopolis et son Héliopolis style.
Il aura développé le chemin de fer et les tramways, urbains et interurbains en Belgique, au Congo belge et en France dont le Métro de Paris. Il a fondé l'Héliopolis cairote moderne, la Banque Empain, des sociétés d'électricité et de construction électromécanique. Il sera ministre de l'Armement du gouvernement belge durant la Première Guerre mondiale, avec rang de général. Après-guerre, il développe de nouvelles usines dans le domaine de la chimie industrielle.
Il aura contribué, à la charnière des XIXe et XXe siècles, à faire de la Belgique la deuxième puissance industrielle du monde (par tête d'habitant).

## Général pendant la Première Guerre mondiale

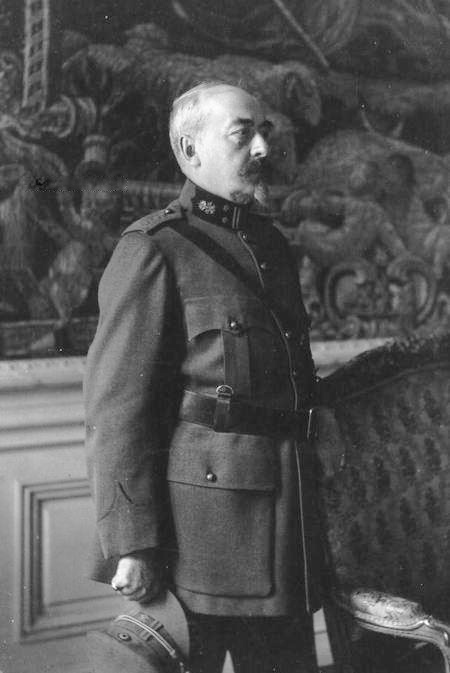
Édouard Empain en uniforme de général.

Au début de la guerre, Charles de Broqueville, ministre de la guerre, premier ministre et ami d'Empain, nomme ce civil de soixante-deux ans au grade de colonel du génie, estimant qu'il serait plus efficace que des militaires pour prendre en charge l'organisation de l'armement et des services techniques. Empain met immédiatement en place une organisation semi-militaire, la « Section Vicinale de Chemins de fer en Campagne » (SVCFC), basée à Anvers, mais que l'avancée rapide des Allemands oblige aussitôt à évacuer en Flandre occidentale.
Selon un plan qu’il avait commencé à étudier avant le début de la guerre pour ses propres besoins d’évacuation vers l’ouest d’un maximum d’hommes et de matériel de ses concessions de tramway des Flandres, il parvient à mettre hors de portée des Allemands 80 locomotives, 330 wagons et 400 wagons de marchandises, et surtout des milliers de soldats : plus de 150 convois auront transporté des soldats et du matériel d'Anvers à Ostende. 
Empain établit son QG dans sa villa d’Ostende, secondé par un beau-frère soldat de métier, le jeune Georges Theunis et d’autres employés du groupe Empain, avant de le transférer dans son hôtel particulier de Paris. Pendant toute la durée de la guerre, il fait la navette entre Sainte-Adresse (siège du gouvernement et de l'administration belge), Dunkerque (où réside de Broqueville) et La Panne (quartier général du roi). Il dirige des ateliers et des centres logistiques au Havre, à Rouen, à Calais, à Paris et à Marseille, fournissant chaque jour 80 tonnes de farine, 60 tonnes de viande, 240 tonnes d'avoine, 65 tonnes de foin, 60 tonnes de paille, etc. Il supervise aussi l'approvisionnement en électricité. Il se préoccupe en outre de la rationalisation de l'uniforme militaire, de la fourniture de fusils et de munitions qu’il négocie directement avec les usines Schneider. Soucieux du bien-être des soldats, il remet une cinquantaine de gramophones à la reine Elisabeth pour qu'elle les distribue aux unités de l'armée, et livre également des projecteurs de films et du matériel d'enregistrement. Il s’implique même dans la conception d'une croix de guerre et du ruban qu'elle devait porter.
En décembre 1916, il est promu général de division « pour la durée de la guerre ». Une meilleure organisation au sein de l'armée étant jugée souhaitable, une Direction générale de l'armement et des services techniques de l'armée est créée, dont Empain devient le directeur général, augmentant encore l’étendue de ses responsabilités. Bien qu’il soit moins proche du roi Albert Ier (qui se méfie du « clan Broqueville ») qu’il ne l’a été de Léopold II, le roi le nomme son aide de camp.
Empain fait encore partie d'un comité qui identifie les besoins prioritaires pour relancer l'industrie belge après la guerre et prépare la reconquête de la Belgique en commandant 330 km de voies ferrées, 150 000 traverses et une centaine de tabliers de ponts. 
Les honneurs pleuvent sur Empain à la fin de la guerre : général-major honoraire, aide de camp honoraire du roi, grand officier dans l'Ordre de Léopold, etc. On l’appelle désormais « le général-baron Empain ».

## Vie familiale
Il laisse deux fils nés avant son mariage en 1921 avec sa cadette de 30 ans la musicienne Jeanne Becker, Jean dit Johnny (né en 1902), qui reprend ses affaires, et Louis (né en 1908) qui se consacre à des œuvres sociales. Il est également le grand-père d'Édouard-Jean Empain, victime en 1978 d'un enlèvement médiatisé (affaire Empain) dont les conséquences sont de mettre fin à l'emprise de la famille Empain sur de nombreuses affaires françaises, dont le groupe Schneider.
Descendance d'Édouard Empain :
- Baron Jean Empain (1902-1946) x Christiane Rimoz de la Rochette (1905-1979), xx Rozell Rowland (1917-2006). Il a deux filles du premier mariage et un fils du second:
  - Janine Empain (1924- ) x Jacques Grazia (1916- )
  - Huguette Empain (1925-1967) x Hermano da Silva Ramos (1925), pilote de Formule 1, xx Guy de Mesmay (1920-2014)
  - Nicole Empain (1933-2011), x Jacques Saey (1925-2001)
  - Baron Edouard-Jean Empain (1937-2018) x Silvana Bettuzzi (1939), xx Jacqueline Ragonaux
    - Patricia Empain (1958) x Terrell Braly (en) (1953), xx Bertrand Guyard
    - Christine Empain (1960) x Jean-Manuel Prévot (1953)
    - Baron Jean-François Empain (1964) x Véronique Rousselin
- Baron Louis-Jean Empain (1908-1976) x Geneviève Hone (1909-2008)
  - Claude Empain (1939), carmélite sous le nom de sœur Claude-Marie
  - Baron Michel Empain (1941-2000) x Hélène Belzer (1941)
    - Joanna Empain (1971)

  - Monique Empain (1942) x René Michel
  - Baron Luc Empain (1944) x Baronne Anne d'Otreppe de Bouvette (1949-1978)
    - Nathalie Empain (1973) x David De Wolf (1973), dont une fille : Héloïse De Wolf
    - Isabelle Empain (1975) x Miguel Gerez (1950), xx Ibrahima Mbow (1973) dont deux enfants l'aîné Barham Mbow (2002) et le cadet Momath Mbow (2004).

## L'empire Empain
À la mort d'Édouard Louis Joseph Empain, celui-ci est notamment constitué de :
- douze sociétés de traction, dont la compagnie du Chemin de fer métropolitain de Paris (CMP) qui appartiendra à la famille Empain jusqu'en 1949, tramway et chemin de fer
- seize sociétés de fourniture de gaz et électricité
- dix sociétés de portefeuille Electrorail
- quatre banques
- six sociétés immobilières
- trois sociétés hôtelières
- six sociétés de commerce
- sept sociétés chimiques
- quatorze sociétés de verrerie
- dix-sept sociétés de construction électrique, mécanique et travaux publics
- trois charbonnages

Edouard Empain acheta l'ancien château de Preignes à Bouffémont (Seine-et-Oise) à 20 km au Nord de Paris.

## Honneurs
|  | Grand-officier de l'ordre de Léopold.                      |
|  | Croix de Guerre 1914-1918 avec palmes.                     |
|  | Médaille du roi Albert 1914-1918.                          |
|  | Médaille commémorative de la guerre de 1914-1918.          |
|  | Médaille de la Victoire.                                   |
|  | Grand-croix de l'ordre d'Isabelle la Catholique (Espagne). |
|  | Grand-croix de l'ordre du Tigre zébré (Chine).             |
|  | Grand-croix de l'ordre de Saint-Stanislas (Russie).        |
|  | Grand-croix de l'ordre du Nil (Égypte).                    |
|  | Commandeur de l'ordre de Charles III (Espagne).            |
|  | Grand-croix de l'ordre du Mérite naval (Espagne).          |
|  | Commandeur de l'ordre du Bain (Royaume-Uni).               |
|  | Commandeur de la Légion d'honneur (France).                |
|  | Croix de Guerre 1914-1918 avec palmes (France).            |